# Battaglia di Kraśnik
La battaglia di Kraśnik venne combattuta a partire dal 23 agosto 1914 in Galizia e nelle aree lungo il confine tra l'Austria settentrionale e l'Impero russo (nell'attuale Polonia). Fu il primo scontro tra Russia e Austria-Ungheria lungo il fronte galiziano e vide la vittoria dell'esercito asburgico guidato dal generale Viktor Dankl.

## Contesto
L'andamento della guerra sul fronte orientale alla fine dell'agosto 1914 fu caratterizzato da una serie di scontri tra le Potenze centrali (Austria-Ungheria e Germania) e gli Alleati, Russia e Serbia. Il 23 agosto le forze russe erano riuscite a penetrare per circa 70 km nel territorio della Prussia mentre l'Austria era avanzata nella Polonia russa e, senza trovare opposizione, il 20 agosto aveva occupato Miechów.
Il feldmaresciallo Franz Conrad von Hötzendorf, capo di Stato maggiore austriaco, ordinò alla 1ª Armata di Viktor Dankl di avanzare verso Lublino e Brest-Litovsk raggiungendo la ferrovia Varsavia-Kiev. La 1ª Armata mosse dunque lungo il corso orientale del fiume Vistola e attraversò il San. Allo stesso tempo il comandante russo Nikolaj Ivanov ordinò alla 4ª e 5ª Armata di attaccare le forze di Dankl.

## La battaglia
Nello scontro con i russi truppe austro-ungariche potevano avvantaggiarsi sia della superiorità numerica che di una migliore posizione strategica. Il generale Michail Alekseev cercò di migliorare la posizione della 4ª e della 5ª Armata senza però riuscire ad ottenere risultati significativi.
Al contrario di altri episodi della prima guerra mondiale la battaglia non fu un combattimento di trincea ma di movimento.

## Conseguenze
Sconfitte, le forze russe dovettero ritirarsi verso Lublino inseguite dall'esercito austro-ungarico.
Gli scontri in Galizia continuarono fino all'11 settembre quando gli austro-ungarici dovettero ripiegare a sud-ovest, verso posizioni più sicure.